# Masato Nakayama
Masato Nakayama (født 6. februar 1992) er en japansk fodboldspiller, som spiller for den japanske fodboldklub Júbilo Iwata.